# Tomosvaryella hozretishiensis
Tomosvaryella hozretishiensis är en tvåvingeart som beskrevs av Kuznetzov 1994. Tomosvaryella hozretishiensis ingår i släktet Tomosvaryella och familjen ögonflugor. Inga underarter finns listade i Catalogue of Life.